# Lidberget
Lidberget är ett naturreservat i Bjurholms kommun i Västerbottens län.
Området är naturskyddat sedan 2012 och är 66 hektar stort. Reservatet omfattar nedre östsluttningen av Lidberget. Reservatet består av gammal granskog och barrblandskog.